# Radek Gulajev
Radek Gulajev (* 7. leden 1989, Šternberk) je bývalý český fotbalový útočník. Naposledy v sezoně 2023/24 působil v rakouském klubu SC St. Valentin. Od léta 2024 zde působí jako asistent trenéra.

## Klubová kariéra

### Mládežnické týmy
Rodák z moravského Šternberka začínal s fotbalem v týmu SK Uničov. Následně v roce 2007 odešel na jednu sezonu do dorostu Sparty Praha. Následně v létě 2008 přestoupil do dorostu pražské Slavie, kde strávil zbytek své kariéry v dorosteneckém věku. Ve Slavii se propracoval až do dospělého B-týmu.

### Dospělé kategorie
V únoru 2009 absolvoval zkoušku ve slovenském prvoligovém týmu DAC Dunajská Streda, k dohodě na angažmá nakonec nedošlo. O měsíc později tak zamířil na hostování do třetiligového Letohradu. V lednu 2010 odešel na hostování do druholigového Hlučína. V létě 2010 se vrátil zpět do Slavie, kde si ho trenér Karel Jarolím vybral do A týmu na zkoušku. V útoku Slavie však bylo větší množství mladých útočníků a tak Gulajev odešel opět na hostování do Hlučína. V roce 2011 zkoušel štěstí na hostování v Hradci Králové a po zimním návratu do Slavie přestoupil do Ústí nad Labem, kde strávil kalendářní rok 2012 ve druhé lize. Jarní část sezony 2012/13 působil ve Frýdku-Místku v MSFL. Následně v sezoně 2013/14 hrál v druholigovém Třinci. 
Před sezonou 2014/15 odešel do Rakouska, kde v různých klubech strávil zbytek své fotbalové kariéry. Nejvýše si zahrál 3.ligu v týmech FC Blau-Weiß Linz a SK Vorwärts Steyr. Kariéru ukončil po sezoně 2023/24.

## Trenérská kariéra
Při angažmá v SC Ernsthofen působil jako hrající trenér. Po ukončení kariéry v létě 2024 se stal asistentem trenéra v týmu SC St.Valentin.